# Padniewko
Padniewko è una frazione della Polonia, situato nel voivodato della Cuiavia-Pomerania, presso la città di Mogilno. La popolazione, nel 2006, ammontava a 400 abitanti circa.
Padniewko è stato menzionato per la prima volta nell'XI secolo ed ora è diventato una frazione di Mogilno.